# بوليو (آن)
بوليو (بالفرنسية: Pollieu)‏ هيبلدية فرنسية تقع في إقليم الآن في فرنسا. رمز إنسي لها هو:1302. أما الرمز البريدي لها فهو: 1350.